# Wolfgang Graßl
Wolfgang Graßl (* 11. Januar 1970; † 12. April 2010 in Berchtesgaden) war ein deutscher Alpin-Skirennläufer und -trainer.

## Biografie
Graßl war Ende der 1980er und zu Beginn der 1990er Jahre als Skirennläufer aktiv. Größter sportlicher Erfolg war die Silbermedaille in der Abfahrt bei den Juniorenweltmeisterschaften 1988 in Madonna di Campiglio.
Nach Beendigung seiner aktiven Karriere war er von 1992 an für den Deutschen Skiverband (DSV) als Trainer tätig. Als Techniktrainer des Damenteams führte er 1998 seine spätere Ehefrau Hilde Gerg bei den Olympischen Winterspielen in Nagano zum Olympiasieg im Slalom. 2000 trat er zurück und koordinierte zuletzt die Betreuung der alpinen Kaderathleten des DSV an den Christophorusschulen in Berchtesgaden. Während der Wettkampfsaison fungierte er als Abfahrtstrainer der Damenmannschaft im Alpin-Skirennen. Daneben betrieb er mit seiner Frau an seinem Wohnort in Schönau am Königssee Ferienwohnungen.
Am 12. April 2010 erlag er im Alter von 40 Jahren einem Riss der Aorta.